# Françoise-Marie Santucci
Pour les articles homonymes, voir Santucci.
Françoise-Marie Santucci est une journaliste et auteur française, née à Bastia (Haute-Corse) en 1969. Anciennement rédactrice en chef de Next, le magazine culturel de Libération, elle est directrice de la rédaction de Elle, de septembre 2014 à novembre 2016.

## Biographie

### Jeunesse et formation
Née à Bastia (Haute-Corse), elle a grandi à Abidjan (Côte d'Ivoire).

### Carrière
Françoise-Marie Santucci commence sa carrière en 1992 en intégrant Libération comme secrétaire de rédaction, puis rédactrice culture, puis reporter aux « informations générales » et membre du service « web ».
En novembre 2011, elle devient la rédactrice en chef de Next, supplément mensuel culturel/mode de Libération. Elle met Zahia en couverture et écrit un grand article sur la jeune femme ; remarquée pour ce texte, celui-ci lui vaut de nombreuses critiques. Des tensions émergent entre la journaliste et une partie de la rédaction.
Fin septembre 2014, elle devient la directrice de la rédaction du magazine Elle, remplaçant Valérie Toranian,. Françoise-Marie Santucci prend en charge un magazine qui connait une passe difficile, les annonceurs le boudent, sa ligne rédactionnelle semble désuète et les ventes sont en baisse : « On est obligé de se renouveler car les lectrices ont aujourd'hui des magazines comme Grazia ou Stylist ». En novembre 2016, elle est remplacée par Erin Doherty.

### Vie privée
Elle se marie à Paris en septembre 2014 avec Delphine Mozin ; le mariage compte une centaine de personnes, famille, amis, proches, actrices, relations comme Denis Olivennes de Lagardère Active (propriétaire de Elle) ou encore plusieurs personnalités de la mode tel Karl Lagerfeld, son « protecteur ».

## Œuvres
- 2008 : Kate Moss, enquête sur un mythe[10], 380 pages, Flammarion  (ISBN 978-2-29002-737-0)
- 2012 : Monroerama[11], ouvrage collectif sous la direction de Françoise-Marie Santucci, avec des contributions de Jérôme Charyn, Marie Darrieussecq, Olivier Assayas, Maylis de Kerangal et al., 368 pages, éditions Stock  (ISBN 978-2-23407-159-9)
- 2018 : Ton monde vaut mieux que le mien, roman, 320 pages, Flammarion  (ISBN 978-2-08143-806-4)
- 2019 : C'est qui le patron ?! Une histoire qui pourrait révolutionner notre façon de consommer[12], ouvrage collectif avec la collaboration de Françoise-Marie Santucci, 224 pages, Marabout  (ISBN 978-2-50114-208-3)
- 2021 : Reviens, Lila (avec Magali Laurent), récit, Grasset  (ISBN 978-2-24682-507-4)
- 2023 : A la recherche des odeurs perdues, récit, 224 pages, Grasset,  (ISBN 978-2-24683132-7)